# Прибор (Белыничский район)
При́бор (бел. Пры́бар) — деревня в составе Техтинского сельсовета Белыничского района Могилёвской области Республики Беларусь.

## Население
- 2010 год — 27 человек